# TK INSTRUMENTAL WORKS SELECTION 1985〜2003

『TK INSTRUMENTAL WORKS SELECTION 1985〜2003』（ティーケー・インストゥルメンタル・ワークス・セレクション・1985〜2003）は、小室哲哉としては初となるインストゥルメンタル・ベストアルバム。2006年2月22日、GT musicよりリリース。

## 解説
- 小室哲哉によるメガヒット曲とは全く違った壮大で崇高な世界が繰り広げられているインストゥルメンタル作品を、「吸血鬼ハンター“D”」、「ぼくらの七日間戦争」、「天と地と」、「マドモアゼル・モーツァルト」、「二十歳の約束」等のサウンドトラックからセレクトしたコンピレーションアルバム[1]。

## 収録曲
1. マドモアゼル･モーツァルトのテーマ
2. 炎
3. WINNERS
4. South Beach Walk
5. Pure
6. genesis of next (orchestra version)
7. Dのテーマ（登場） ／ サウンドトラック（ESアニメーション）
8. T・メディテーション－超越瞑想－ ／ 小室哲哉＆MR.マリック
9. サイボーグ009 愛のテーマ
10. 宇宙
11. Love ～Sonata for Piano No.11 K.331～Love
12. WINTER DANCE
13. Yuki’s Song